# Wzór Sauerbreya
Wzór Sauerbreya – wyprowadzona w 1959 r. zależność wiążąca częstotliwość oscylacji mikrowagi kwarcowej (QCM) z wielkością obciążającej ją masy.
Wzór ma zastosowanie dla układów pracujących w otoczeniu gazowym, jeśli masa obciążająca mikrowagę jest rozłożona równomiernie na jej powierzchni, wystarczająco sztywna i nie powoduje zmiany częstotliwości większej niż 5%.
Wzór Sauerbreya ma postać:
{\displaystyle \Delta f={\frac {-2n\Delta mf_{0}^{2}}{A{\sqrt {\rho _{q}\mu _{q}}}}}=-{\frac {2f_{0}^{2}}{A\ \rho _{q}v_{q}}}\Delta m,}
gdzie:
{\displaystyle f_{0}} – częstotliwość środkowa mikrowagi [Hz],
{\displaystyle \Delta f} – zmiana częstotliwości środkowej [Hz],
{\displaystyle n} – numer owertonu ({\displaystyle n=1,2,3...;} zwykle {\displaystyle n=1}),
{\displaystyle \Delta m} – zmiana masy [g],
{\displaystyle A} – aktywna (drgająca) powierzchnia mikrowagi [cm²],
{\displaystyle \rho _{q}} – gęstość kwarcu ({\displaystyle \rho _{q}} = 2,648 g/cm³),
{\displaystyle \mu _{q}} – moduł ścinania dla kwarcu (dla cięcia AT {\displaystyle \mu _{q}} = 2,947·1011 g·cm−1·s−2),
{\displaystyle \nu _{q}} – prędkość fali poprzecznej w kwarcu [m/s].
Dla większych obciążeń (większych zmian częstotliwości) mikrowagi (ponad 5%) stosuje się inną zależność:
{\displaystyle {\frac {\Delta m}{A}}\ ={\frac {N_{q}\rho _{q}}{\pi Zf_{L}}}\ \operatorname {tg} ^{-1}\left[Z\cdot \operatorname {tg} \left(\pi {\frac {f_{U}-f_{L}}{f_{U}}}\right)\right],}
gdzie:
{\displaystyle f_{L}} – częstotliwość rezonansowa obciążonej mikrowagi [Hz],
{\displaystyle f_{U}} – częstotliwość rezonansowa nieobciążonej mikrowagi [Hz],
{\displaystyle N_{q}} – stała częstotliwościowa (dla kwarcu o cięciu AT wynosi ona w przybliżeniu 1,668·1013 Hz·Å),
{\displaystyle \Delta m} – zmiana masy [g].
{\displaystyle Z={\sqrt {\left({\frac {\rho _{q}\mu _{q}}{\rho _{f}\mu _{f}}}\ \right)}}}
parametry A, {\displaystyle \rho _{q},} {\displaystyle \mu _{q}} – jw.
W przypadku umieszczenia mikrowagi w cieczy zmianę jej częstotliwości pod wpływem zmiany masy obciążającej można wyznaczyć ze wzoru Kanazawy.